# Güttenbach
Güttenbach (en húngaro: Pinkóc) es una ciudad localizada en el Distrito de Güssing, estado de Burgenland, Austria.
- Datos: Q661097
- Multimedia: Güttenbach / Q661097

1. ↑  Worldpostalcodes.org, código postal n.º 7536.